# Factor de conversió
El factor de conversió o factor unitat (mètode de Walshaw de la unitat sense dimensions, en anglès "unity bracket method") és un mètode de conversió que es basa a multiplicar una dada per una o diverses fraccions en les quals el numerador i el denominador són quantitats iguals expressades en unitats de mesura diferents, de tal manera, que cada fracció equival a una unitat adimensional. És un mètode molt efectiu per a canviar d'unitats i per a la resolució d'exercicis senzills deixant d'utilitzar la regla de tres.

## Exemples
Cada factor de conversió es construeix amb una equivalència (igualtat entre dues quantitats).
- Exemple 1: passar 15 polzades a centímetres (equivalència: 1 polzada = 2,54 cm)

{\displaystyle 15{\text{ polzades}}\times \left({\frac {2{,}54{\text{ cm}}}{1{\text{ polzada}}}}\right)=38{,}1{\text{ cm}}}
el factor unitari: es construeix a partir de l'equivalència donada.{\displaystyle \left({\frac {2{,}54{\text{ cm}}}{1{\text{ polzada}}}}\right)}
- Exemple 2: passar 25 metres per segon a quilòmetres per hora (equivalències: 1 quilòmetre = 1000 metres, 1 hora = 3600 segons)

{\displaystyle 25\,{\frac {\text{m}}{\text{s}}}\times \left({\frac {1{\text{ km}}}{1\,000{\text{ m}}}}\right)\times \left({\frac {3\,600{\text{ s}}}{1{\text{ h}}}}\right)=90\,{\frac {\text{km}}{\text{h}}}}
- Exemple 3: obtenir la massa de 10 litres de mercuri (densitat del mercuri: 13,6 quilograms per decímetre cúbic)

Noti's que un litre és el mateix que un decímetre cúbic.
{\displaystyle 10\,{\text{l de mercuri}}\times \left({\frac {1{\text{ dm}}^{3}{\text{ de mercuri}}}{1\,{\text{l de mercuri}}}}\right)\times \left({\frac {13{,}6{\text{ kg de mercuri}}}{1{\text{ dm}}^{3}{\text{ de mercuri}}}}\right)=136{\text{ kg de mercuri}}}
En cadascuna de les fraccions entre parèntesis s'ha emprat la mateixa mesura en unitats diferents de manera que es van eliminant les unitats del mateix nom i al final només queda la unitat demanada.

### Exemples que mostren la simplificació
- Passar 2 dies i mig a hores:

{\displaystyle 2{,}5{\cancel {\mbox{dies}}}\times {\frac {24{\mbox{ h}}}{1{\cancel {\mbox{dia}}}}}={\frac {2{,}5{\mbox{ }}{\cancel {\mbox{dies}}}\times 24{\mbox{ h}}}{1{\mbox{ }}{\cancel {\mbox{dia}}}}}=60{\mbox{ h}}}
- Passar 30,00 cm/s a km/h:

{\displaystyle 30{\frac {\cancel {\mbox{cm}}}{\cancel {\mbox{ s}}}}\times {\frac {1{\cancel {\mbox{m}}}}{100{\cancel {\mbox{cm}}}}}\times {\frac {1{\mbox{ km}}}{1000{\cancel {\mbox{m}}}}}\times {\frac {60{\cancel {\mbox{ s}}}}{1{\cancel {\mbox{min}}}}}\times {\frac {60{\cancel {\mbox{min}}}}{1{\mbox{ h}}}}=1{,}08{\mbox{ km/h}}}